# Stazione di Apricena Città
La stazione di Apricena Città è una stazione ferroviaria della ferrovia San Severo-Peschici a servizio del comune di Apricena, in provincia di Foggia.
È gestita dalle Ferrovie del Gargano.